# Enno Siehr
Enno Siehr (* 15. Juli 1947 in Hochheim am Main) ist ein deutscher Politiker (SPD). Von 1992 bis 2010 war er Landrat des Kreises Groß-Gerau.

## Leben
Nach dem Besuch der Immanuel-Kant-Schule in Rüsselsheim studierte Siehr von 1967 bis 1973 evangelische Theologie, Philosophie und Pädagogik in Frankfurt am Main, Neuendettelsau, Tübingen und Mainz. Von 1974 bis 1977 war er als Lehrer an der IGS Kelsterbach tätig. Anschließend war er bis 1988 Kreisjugendpfleger und Leiter der Abteilung Jugendpflege/Jugendbildungswerk des Kreises Groß-Gerau.

## Politik
Im Alter von 22 Jahren wurde Siehr Mitglied der SPD. Seit 1977 war er Mitglied des Gemeinderats von Ginsheim-Gustavsburg. Von 1988 bis 1992 war er dortiger Bürgermeister und Vertreter der Gemeinde in verschiedenen Organisationen, Vorständen und Aufsichtsräten. 1992 wurde er zum Landrat des Kreises Groß-Gerau gewählt. 1998 und 2004 wurde er in diesem Amt bestätigt. Als Landrat war Siehr unter anderem Vorstand der Riedwerke und Verwaltungsratsvorsitzender der Kreissparkasse Groß-Gerau. Am 1. Juni 2010 ging er in den Ruhestand. Sein Nachfolger wurde Thomas Will (SPD).